# 선산초등학교 봉천분교
선산초등학교 봉천분교는 대한민국 경상북도 구미시 선산읍 선상동로 163-10 (생곡리)에 있었던 초등학교이다.

## 연혁
- 1948년 9월 20일 선산국민학교 생곡분교장 설립인가
- 1968년 3월 2일 봉천국민학교 승격 개교
- 1991년 9월 2일 동편 교실 준공(5실)
- 1996년 3월 1일 봉천초등학교로 개칭
- 1999년 2월 19일 제28회 졸업(총 706명)
- 1999년 9월 1일 선산초등학교 봉천분교로 격하
- 2007년 3월 1일 폐교